# Китайско изкуство
Китайското изобразително изкуство има свой облик и неговите корени трябва да се търсят в древността – във II хилядолетие пр.н.е.
Никое друго изкуство не е създало такива строги и ясни, оригинални и трайни традиции, както китайското. Будизмът преминава от Индия в Китай, но китайците не вземат наготово образа на Буда, а създават свой образ. Същото е и с храмовата архитектура – китайските пагоди се отличават коренно от индийските храмове. В Китай културната история и историята на изкуството се разглеждат по династии. Императорската власт е силна и непоклатима, поддържана през вековете от вкаменените традиции и религия.
Намерените бронзови съдове от времето на династията Чжоу (1222 – 256 г. пр.н.е.) се отличават с високо професионално и художествено майсторство и с оригинална украса. Следва династията Хан (206 г. пр.н.е. – 220 г.). Тази династия укрепва държавата и изгражда Великата китайска стена (III век на н.е.), предназначена да пази страната от врагове и чужди влияния.
Върху изкуството оказва влияние религията, която го използва за своите цели. Преплитат се две основни религии, на Конфуций и на индийския Буда. Създават се скулптурни изображения на тези религиозни водачи. В пещерните храмове при Юнкан са останали монументални скулптури от VII – V век пр.н.е. Развива се и гробничната скулптура, главно релефът, чрез който се разказват цели събития. Китайският релеф е плосък, с врязан контур в плоскостта. Сцените са из живота на императора – надбягване с колесници и др. Изображенията са характерни с експресивност в движенията и верен рисунък на човешките фигури. Известни са шантунгските релефи. Разказаните събития са в редове. Релефът добива разцвет през времето на династията Хан (II век пр.н.е.)
През времето на третата династия (618 – 907 г.) в китайското изкуство започва подем. Будизмът, конфуцианството и даоизмът стимулират развитието на изкуството. Намерени са статуетки на хора и коне, които се слагат в гроба, за да обслужват умрелия в задгробния живот. Статуетките на коне са с красиви и грациозни движения на животното, което китайските скулптури познават добре.
Колоритната гама на китайските фрески е нежна. С лимоненожълто, зелено, розово и техните нюанси създават образи, подобни на поетични видения.

## Живопис
Живописта се изпълнява върху коприна с акварелни бои. Тя отразява богатата и разнолика природа на Китай – планински върхове и зъбери, пробили бялата мъгла, стихнали езера и пенливи потоци, странни по форма дървета, китайски къщи и сцени от живота на хората. Архитектурата на китайската пагода също е обект на живописта. Живописта върху коприна достига най-голямо развитие по време на династието Сун (960 – 1279 г.). Пейзажа в китайската живопис е чист и заема централно място, а не служи за фон. В него художникът е стигнал до пантеизъм, до лирика, която остава характерна за китайската пейзажна живопис. Пейзажа разказва, от единия край се развива, а от дугия се навива. Чувството на китайските художници за пространството е дълбоко, родено от огромната и разнообразна китайска земя, в която се редуват обширни равнини с назъбени планини, полета с езера и гори. Китайците създават и картини развиващи се във височина. Изображенията следват от долу нагоре. Плановете са един над друг, а не в дълбочина както в европейската живопис. В този случай пейзажът е панорама, гледана от много високо. Техниката върху коприна е стигнала до съвършенство. Преливането на тонове и полутонове и усета на художниците за багри създават неповторимо усещане за въздух и лекота.

## Графика
Китайските художници са и безспорни майстори на рисунките с туш. И в графиката се запазва пространственото изграждане на пейзажа, както и в живописта.
Китайските художници се занимават и с теория на художественото творчество. Художникът Ван Вей през VIII век написва трактата „Тайното откровение на науката за живописеца“. Художниците не подражават на природата и отразяват действителността само до известна степен, с мярка, като дават възможност на зрителя да съзерцава и „досътвори“ картината. Постига се връзка между творец и зрител.
През X век, при династията Тан се оформят две школи: в Северен Кикай – с превес на графиката и в Южен Китай – с превес на живописта. Още през X век се създава академия и се пишат теоретични ръководства. Известни са големите китайски художници Ма Юан, Си Кей, Ли Ти. През XV – XVI век започва упадък в живописта и графиката.

## Стенопис
Китайските художници остават ненадминати в изобразяването на животни и цветя. Известен е стенописа „Орли“ от неизвестен художник в XI век. Във висок правоъгълник по диагонал са разположени две бели птици, стъпили на клон. Долният орел грациозно е извил глава към стоящия на високо, а горният дреме. С голямо майсторство са предадени детайлите в крилата и перата на птиците, с много вкус е обединено всичко.

## Портрет
Китайският портрет има свои черти, които го отличават от портретното изкуство на другите народи. Липсва дълбокият психологизъм например на фаюмските портрети. Образите от китайските портрети са строго неподвижни, в поза анфас, затворени в себе си. Но притежават качества, с които подкупват зрителя – точност и простота на изображението, високо художествено майсторство.

## Приложни изкуства
В приложните изкуства китайските художници и народни майстори заемат едно от първите места в света по богатство на въображението, красота на формите, прецизност и изискан вкус.
През VI – VII век китайците създават порцелана, който добива световна слава. Няма материал, с който да не работят – камък, кост, стъкло, керамика. Прочути са китайските вази, с изящни форми и богата багрена украса, както и изделията от слонова кост, които учудват със съвършенството на изработката. украсата на вазите не е на редове, а цялата повърхност е покрита с цветя и клонки, с дракони и други причудливи творения на народния творчески гений.
В Китай се развива лаковата техника. Лакът, който се получава от смола се смесва с боите и се полага гладко върху повърхността. Понякога отгоре се инкрустират късчета слонова кост или корали. Прочути са „лаковете“ работени в Кантон и Фу-Чеу.
Китайското изкуство е запазило през вековете националният си облик, който не се изменя дори и през монголското владичество. През време на династиите Юан и Мин (1280 – 1644 г.) се създават забележителни произведения на скулптурата и архитектурата, – храмове и дворци.